# Eilema fulminans
Eilema fulminans är en fjärilsart som beskrevs av De Toulgoët 1960. Eilema fulminans ingår i släktet Eilema och familjen björnspinnare. Inga underarter finns listade i Catalogue of Life.